# Nikolaj Lukašenko
Nikolaj Alexandrovič Lukašenko (rusky Николай Александрович Лукашенко, bělorusky Мікалай Аляксандравіч Лукашэнка, Mikalaj Aljaksandravič Lukašenka; * 31. srpna 2004 Minsk) je třetí syn Alexandra Lukašenka, prezidenta Běloruska.

## Mládí, rodina a vzdělání
Identita Nikolajovy matky zůstává oficiálně neznámá. Podle rozšířené verze je však jeho matkou Iryna Abjelská, bývalá osobní lékařka Alexandra Lukašenka. Alexandr Lukašenko zůstává formálně ženatý se svou manželkou Galinou Lukašenkovou, ačkoli manželé spolu již tři desetiletí nežijí a nejsou spolu vídáni.
Nikolaj má dva nevlastní bratry z otcovy strany a jednoho (údajného) nevlastního bratra z matčiny strany. V jednom rozhovoru z roku 2016 Abjelská zřejmě nepřímo poukázala na Nikolaje, když na otázku, zda by si přála, aby se její „nejmladší syn“ stal lékařem, odpověděla, že by si přála, aby „získal dobré vzdělání, vybral si zajímavou profesi, miloval svou práci, měl z ní radost a přinášel prospěch a radost ostatním“.
V roce 2011 nastoupil Nikolaj Lukašenko na střední školu. V roce 2020 nastoupil na lyceum Běloruské státní univerzity. V srpnu 2020 přešel na gymnázium Lomonosovovy univerzity. Jeho otec v červnu 2023 uvedl, že studuje na Pekingské univerzitě.

## Veřejný život
Lukašenko se poprvé objevil na veřejnosti v roce 2008. Přitahuje značnou pozornost médií, protože ho jeho otec často bere na oficiální ceremoniály a státní návštěvy, včetně setkání s venezuelským prezidentem Hugem Chávezem, ruským prezidentem Dmitrijem Medveděvem, papežem Benediktem XVI. a americkým prezidentem Barackem Obamou. Podle jeho otce se tak dělo na Nikolajovo naléhání, ale spekuluje se, že Nikolaj byl připravován na to, aby se stal prezidentem po svém otci. Další pozornost médií vzbudil v roce 2013, kdy jeho otec prohlásil, že se stane prezidentem Běloruska. V roce 2015 se Lukašenko ve svých deseti letech zúčastnil zasedání Valného shromáždění OSN. V červnu 2020 se spolu se svým otcem zúčastnil přehlídky ke Dni vítězství na Rudém náměstí.

## Soukromý život
Lukašenko hovoří rusky a anglicky a učí se také čínsky a španělsky. Od svých devíti let navštěvuje hodiny klavíru.